# Live Up to Your Name
Live Up to Your Name (en hangul, 명불허전; RR: Myeongbulheojeon) es una serie de televisión surcoreana histórica de viajes en el tiempo de 2017. Transporta a Heo Im (un médico de la dinastía Joseon interpretado por Kim Nam-gil) al Seúl de nuestros días, donde conoce a la cirujana Choi Yeon-kyung (Kim Ah-joong). La serie marca el regreso a la pantalla chica de Kim Nam-gil después de cuatro años. Se emitió en tvN del 12 de agosto al 1 de octubre de 2017 a las 21:00 horas (KST).
Su episodio final registró un índice de audiencia nacional del 6,907% según la plataforma Nielsen, lo que lo convierte en uno de los mejor calificados en la historia de la televisión por cable coreana.

## Sinopsis
Heo Im (Kim Nam-gil) fue un médico de Medicina tradicional coreana de Joseon, especializado en acupuntura. Trabajaba en la clínica para los pobres durante el día y ganaba una fortuna haciendo visitas secretas a las casas de nobles y altos funcionarios durante la noche. Después de ganar notoriedad por sus grandes habilidades, se le encomendó ayudar a tratar las migrañas del rey. Desafortunadamente, su ansiedad se apoderó de él y fue acusado de traición. Poco dispuesto a aceptar la cárcel, escapó de la captura pero fue perseguido por soldados. Finalmente fue acorralado en un río y fue alcanzado por flechazos que supuestamente causaron su muerte. Pero esta nunca llegó y Heo Im acabó despertando en la moderna Corea, en Seúl, dándose cuenta de que de alguna manera había viajado en el tiempo. Aturdido, perdido y confuso, se encuentra con Choi Yeon-kyung (Kim Ah-joong), una colega cirujana cardiotorácica en el Hospital Shinhae, y comienza una extraña relación entre el tiempo y el espacio.

## Reparto

### Principal
- Kim Nam-gil como Heo Im/Heo Bong-tak, un acupunturista que tras estar al borde de la muerte, viaja en el tiempo a la Seúl de 400 años después.[5]
- Kim Ah-joong como Choi Yeon-kyung, una cirujana que va a discotecas después del trabajo para aliviar el estrés.[5]
  - Ryu Han-bi como Choi Yeon-kyung de adolescente.

### Secundario
- Moon Ga-young como Dongmak-gae, asistente de Heo Im.[6]
- Kim Myung-gon como Yoo Sung-tae/Yoo Jin-oh (Joseon).
- Um Hyo-sup como Heo Jun.[7]
- Ahn Suk-hwan como Shin Myung-hoon/Ministro de Guerra (Joseon).
- Maeng Sang-hoon como Yoo Chan-sung.
- Lee Dae-yeon como el profesor Hwang.
- Oh Dae-hwan como Doo-chil.[8]
- Tae Hang-ho como Min Byung-gi.
- Kim Byung-choon como Kwon Ji.
- Yoo Min-kyu como Yoo Jae-ha.
- Jin Seon-kyu como el padre de Yeon-i.
- Yoon Joo-sang.
- Byeon Woo-seok como asistente de Heo Jun.
- Kim Sung-joo como Kim Min-jae.
- Roh Jeong-eui como Oh Ha-ra.
- Lee Do-yeop como el padre de Oh Ha-ra.
- Lee Ga-ryeong como una gisaeng.
- Shin Rin-ah como Yeon-i.
- Yeom Hye-ran como propietaria del restaurante (ep. n.° 4).
- Hiromitsu Takeda como Sayaga (Joseon)/Kim Chung-sun, nombre de bautizo después de las Invasiones japonesas de Corea (1592-1598).

## Audiencia
| Episodio | Fecha de emisión         | Índices de audiencia | Índices de audiencia | Índices de audiencia |
| Episodio | Fecha de emisión         | AGB Nielsen          | AGB Nielsen          | TNmS                 |
| Episodio | Fecha de emisión         | Nacional             | Seúl                 | Nacional             |
| --- | ------------------------ | -------------------- | -------------------- | -------------------- |
| 1 | 12 de agosto de 2017     | 2,715 %              | 2,855 %              | 3,2 %                |
| 2 | 13 de agosto de 2017     | 3,995 %              | 4,536 %              | 3,3 %                |
| 3 | 19 de agosto de 2017     | 4,541 %              | 5,227 %              | 3,6 %                |
| 4 | 20 de agosto de 2017     | 5,998 %              | 6,572 %              | 5,0 %                |
| 5 | 26 de agosto de 2017     | 4,347 %              | 4,659 %              | 3,7 %                |
| 6 | 27 de agosto de 2017     | 5,617 %              | 5,968 %              | 4,7%                 |
| 7 | 2 de septiembre de 2017  | 5,541 %              | 6,064 %              | 4,2 %                |
| 8 | 3 de septiembre de 2017  | 6,357 %              | 6,712 %              | 4,8 %                |
| 9 | 9 de septiembre de 2017  | 5,965 %              | 6,802 %              | 5,3 %                |
| 10 | 10 de septiembre de 2017 | 6,520 %              | 7,688 %              | 6,0 %                |
| 11 | 16 de septiembre de 2017 | 5,889 %              | 6,636 %              | 5,3 %                |
| 12 | 17 de septiembre de 2017 | 6,164%               | 6,848 %              | 5,0 %                |
| 13 | 23 de septiembre de 2017 | 5,590 %              | 6,516 %              | 5,4 %                |
| 14 | 24 de septiembre de 2017 | 5,364 %              | 6,142 %              | 3,4 %                |
| 15 | 30 de septiembre de 2017 | 4,959 %              | 5,641 %              | 3,9 %                |
| 16 | 1 de octubre de 2017     | 6,907 %              | 7,888 %              | 5,5 %                |
| Promedio | Promedio                 | 5,404 %              | 6,047 %              | 4,5 %                |
| - En la tabla, los números azules representan los índices de audiencia más bajos y los números rojos representan los más altos. - Esta serie se transmite mediante televisión por cable/TV de pago, que por lo general tiene una audiencia más pequeña en comparación con la de cadenas públicas como (KBS, SBS, MBC y EBS). |                          |                      |                      |                      |